# ジュール・アレクサンドル・ダヴォー

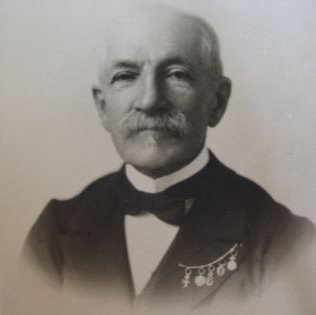
Jules Alexandre Daveau (1852-1929)

ジュール・アレクサンドル・ダヴォー（Jules Alexandre Daveau、1852年2月29日 - 1929年8月24日）はフランスの植物学者である。ポルトガルでも働き、コインブラ大学植物園の植物学者、ジュリオ・アウグスト・エンリケスのためにポルトガルの植物の調査収集を行った。

## 略歴
イル＝ド＝フランス地域圏のアルジャントゥイユに生まれた。青年時代から国立自然史博物館の園丁見習いとして働いた。1875年にアフリカ、リビア東部（キレナイカ）の植物収集に派遣された。その後、コインブラ大学植物園の植物学者、ジュリオ・アウグスト・エンリケスのために北大西洋のベルレンガ・グランデ島などで植物の調査・収集を行った
。1876年から1893年の間はリスボン大学植物園の園芸主任を務め、その後モンペリエ植物園の学芸員を務めた
。
キク科の植物の属名、Daveaua や、キク科の種、Erigeron daveauanus などにダヴォーの名前が命名された。

## 著作
- Aperçu sur la végétation de l'Alemtejo et de l'Algarve, 1882 - Overview on the vegetation of Alemtejo and the Algarve.
- Euphorbiacées du Portugal, 1885 - Euphorbiaceae of Portugal.
- Cistinées du Portugal, 1886 - Cistineae of Portugal.
- Plumbaginées du Portugal, 1889 - Plumbaginaceae of Portugal.
- Cypéracées du Portugal, 1892 - Cyperaceae of Portugal.[6]